# Handel (premetrostation)

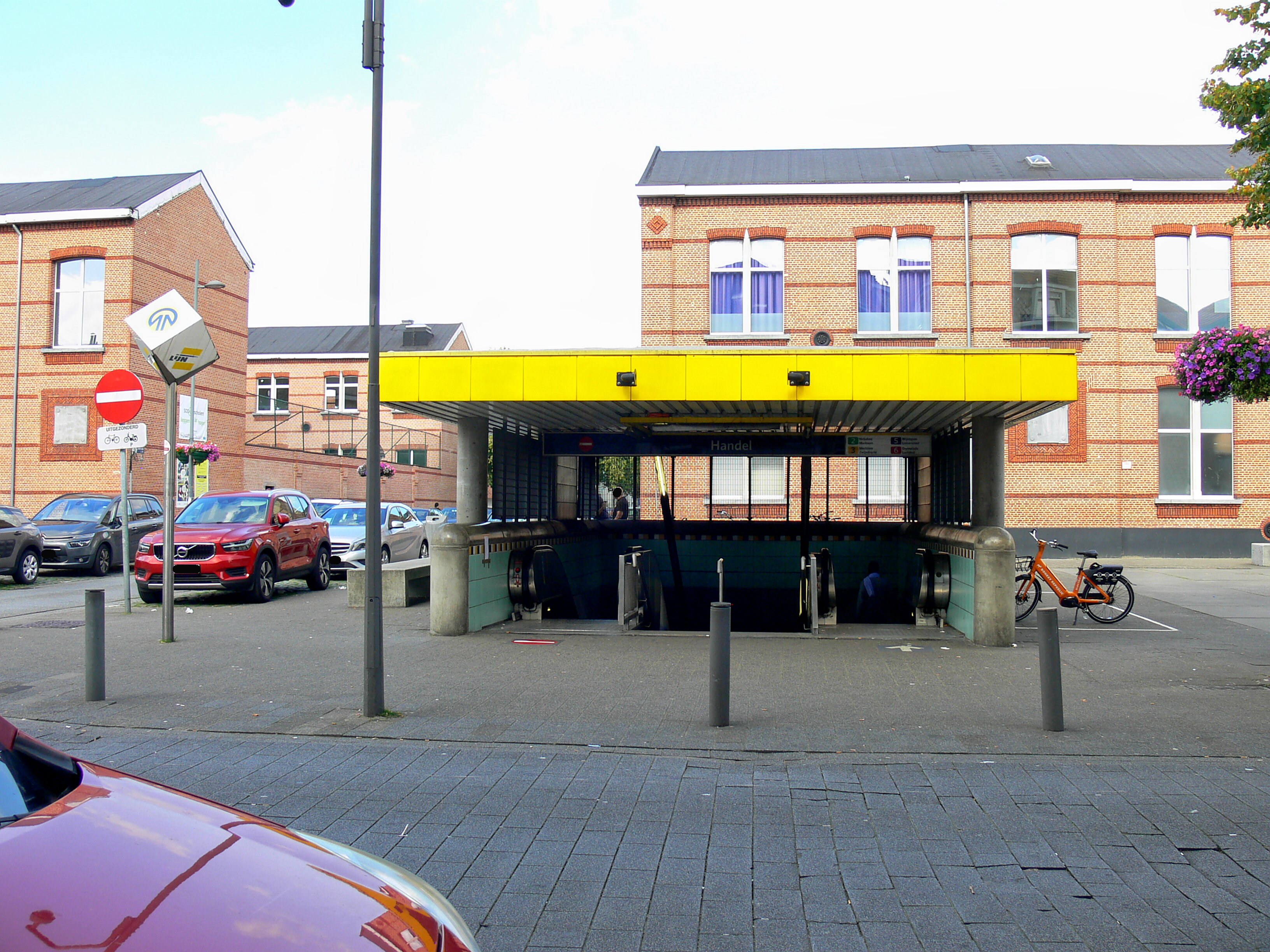
Station Handel Ingang

Handel is een premetrostation in Antwerpen-Noord, gelegen onder het kruispunt van de Handelsstraat en de Lange Stuivenbergstraat.
Het station werd geopend op 1 april 1996 samen met de andere stations van de lijn tussen het Astridplein en het Sportpaleis.
Handel is het meest compact gebouwde premetrostation in Antwerpen. 
Het is geheel ingericht met de kleuren van vervoermaatschappij De Lijn.
Op straat niveau is er één ingang op het pleintje bij het kruispunt. Het station heeft naast trappen wel roltrappen maar geen lift.
Op niveau -1 bevindt zich een kleine stationshal met toegangen tot de perrons en het pleintje. 
Op niveau -2 bevindt zich het 60 meter lange perron richting station Elisabeth.
Op niveau -3 bevindt zich het 60 meter lange perron richting station Schijnpoort.
Het station wordt bediend door de volgende lijnen:
Lijn 2 Hoboken - Merksem
Lijn 3 Merksem - Zwijndrecht
Lijn 5 Wijnegem - Linkeroever
Lijn 6 Luchtbal - Olympiade

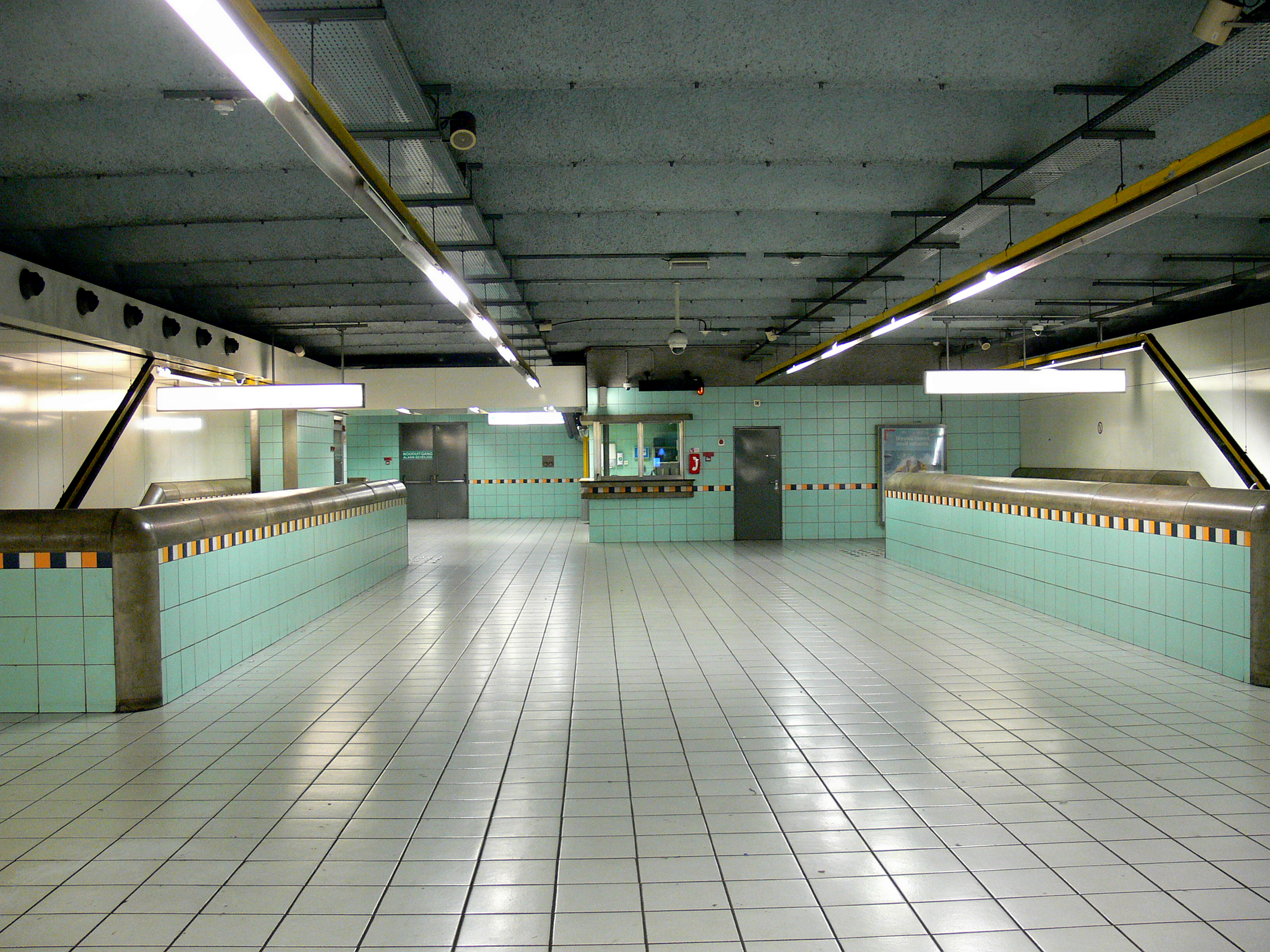
Station Handel niveau -1 Stationshal
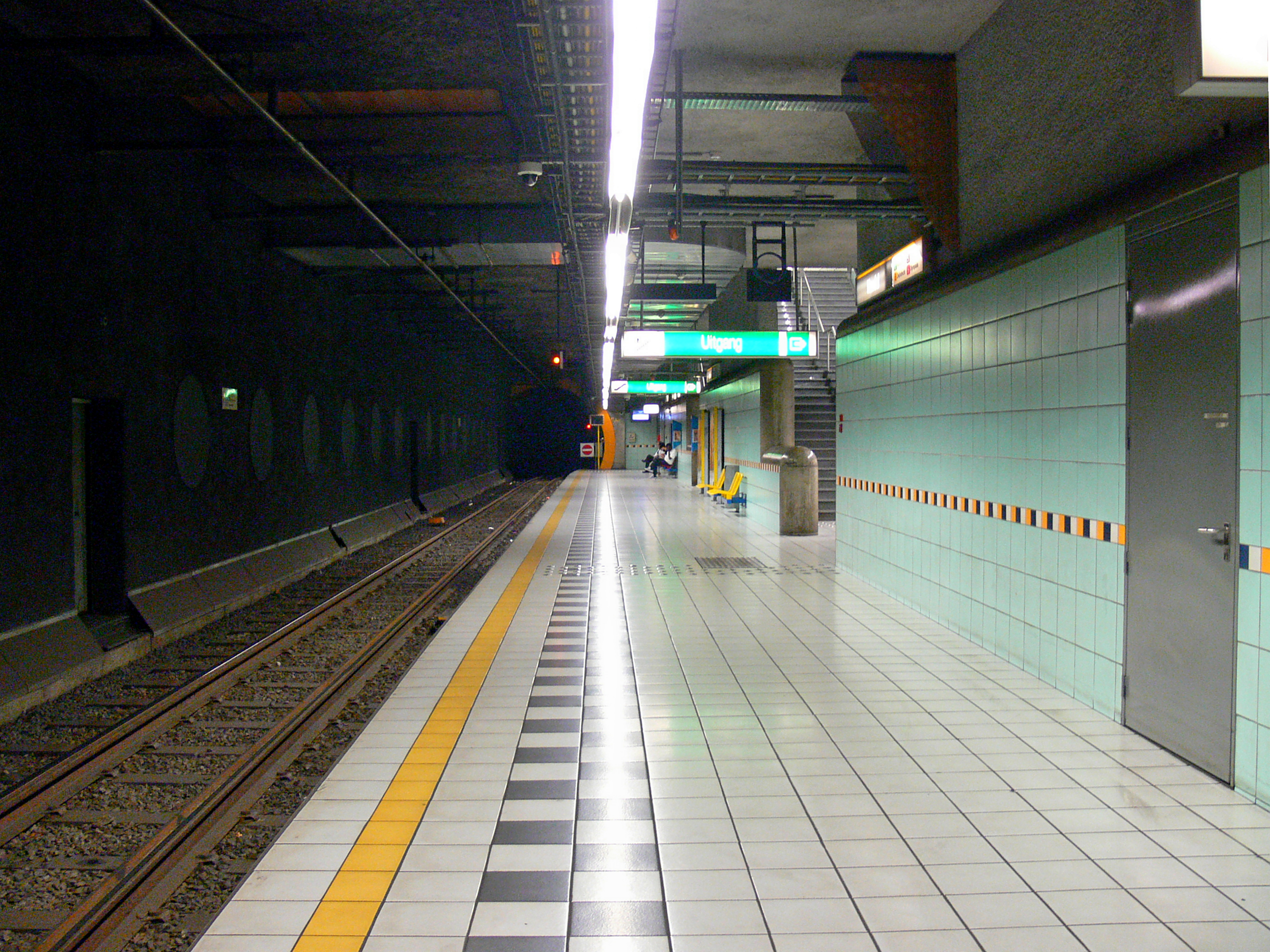
Station Handel niveau -2 Perron richting Elisabeth
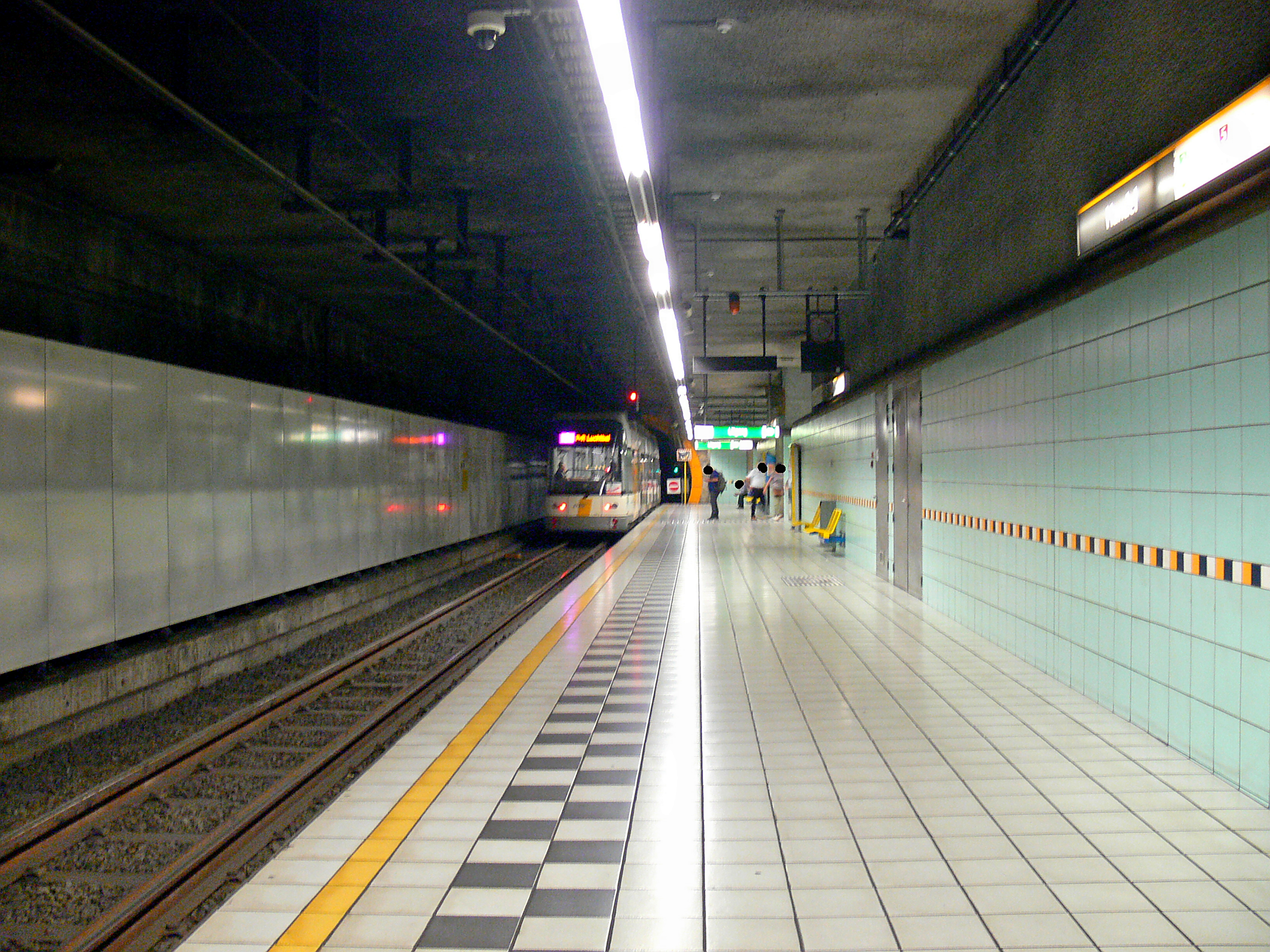
Station Handel niveau -3 Perron richting Schijnpoort met Hermelijn (Siemens-Bombardier MGT6) tramlijn 6

## Toekomst
Volgens plan 2021 (zie Nethervorming basisbereikbaarheid) zouden eind 2021 de vier bovengenoemde tramlijnen vervangen worden door de premetrolijnen M2 en M3. Er werd in maart 2021 besloten om dit plan enkele jaren uit te stellen tot er voldoende nieuwe trams geleverd zijn.